# Martha Haake
Martha Pauline Haake (* 19. Mai 1915 in Frankfurt (Oder); † nach 1950) war Aufseherin und Krankenschwester im KZ Ravensbrück.

## Leben
Martha Haake, gelernte Krankenschwester, war ab 1940 Mitglied im Reichsbund deutscher Schwestern. Nach dem Dienst in mehreren Krankenhäusern wurde Haake am 1. August 1943 als Krankenschwester in das KZ Ravensbrück versetzt. Dort arbeitete sie als Oberschwester in dem neu eingerichteten Block 9, in dem Chirurgiepatientinnen lagen. Ab Herbst 1944 fungierte sie als Oberschwester in den Blöcken 7 und 8. Sie soll auf Anweisung des Arztes Richard Trommer Mitte Januar 1945 eine Häftlingskrankenschwester beauftragt haben, Patientinnen im Block 10, die an Schlaflosigkeit litten, Veronal zu verabreichen. Eigenen Aussagen zufolge konnte sie über darauffolgende Todesfälle keine Angaben machen, da sie am nächsten Tag erkrankt sei.
Nach Kriegsende wurde Haake im Hamburger „Curiohaus“ vor einem britischen Militärgericht im vierten Ravensbrück-Prozess wegen der Misshandlung und Tötung von alliierten Staatsangehörigen angeklagt und wegen Misshandlung von alliierten Häftlingsfrauen zu zehn Jahren Haft verurteilt. Die Bestätigung dieses Urteils erfolgte am 3. Juli 1948.
Martha Haake wurde am 1. Januar 1951 „aus gesundheitlichen Gründen“ vorzeitig aus der Haft entlassen. Über ihren weiteren Lebensweg ist nichts bekannt.